# Kota Lama (Kampar Kiri Hulu)
Kota Lama is een bestuurslaag in het regentschap Kampar van de provincie Riau, Indonesië. Kota Lama telt 675 inwoners (volkstelling 2010).